# Cantonul Saint-Avertin
Cantonul Saint-Avertin este un canton din arondismentul Tours, departamentul Indre-et-Loire, regiunea Centru, Franța.